# Lenarchus rho
Lenarchus rho là một loài Trichoptera trong họ Limnephilidae. Chúng phân bố ở miền Tân bắc.